# Høvding
Høvding kan i daglig tale anvendes om enhver, der indtager en politisk ledende stilling. Fx Venstrevikingerne i Bo Bojesens vittige streg.
Betegnelsen bruges særligt om politiske ledere og styrere. Det gælder i meget små samfund, om den, der har den øverste ledelse og var kendetegnet for amerikanske stammer. Under noget større forhold er det en betegnelse af den, der ved siden af den øverste leder (f.eks.kongen) øver den overvejende indflydelse i snævrere kredse, som de styrer med stor selvstændighed. Nogen egentlig teknisk karakter har ordet ikke i Danmark. I Sverige og Finland findes den officielle titel landshøvding, og tidligere var häradshövding også en anvendt titel.